# أليخاندرا فيلاسكو
أليخاندرا فيلاسكو (بالإسبانية: Alexandra Velasco)‏ (23 أغسطس 1985 - ) هي لاعبة كرة قدم كولومبية في مركز حراسة المرمى.

## وصلات خارجية
- أليخاندرا فيلاسكو على موقع الاتحاد الدولي (مؤرشف)  (الإنجليزية)
- أليخاندرا فيلاسكو على موقع الاتحاد الأوربي (الإنجليزية)
- أليخاندرا فيلاسكو على موقع قاعدة بيانات كرة القدم.إي يو (الإنجليزية)